# Středoevropské jamboree
Středoevropské jamboree je skautské jamboree pro skauty ze střední Evropy. Na organizace se podílejí státy Višegrádské čtyřky (Česko, Slovensko, Maďarsko a Polsko), setkání se však pravidelně účastní skauti z dvou desítek evropských zemí. Program je připravován pro skauty a skautky od 14 do 18 let. Cílem středoevropských jamboree je podpořit spolupráci národních organizací v rámci regionu a také nabídnout skautům z těchto zemí finančně dostupnou alternativu ke světovým akcím. 
Akce se od roku 2004 koná jednou za dva roky. Posledná středoevropské jamboree se konalo v létě 2024 na Slovensku, to další se uskuteční v roce 2026 v Maďarsku.

## Historie
Historie středoevropských jamboree sahá do roku 1931, kdy se v Praze uskutečnily Tábory slovanských skautů a od té doby se skauti slovanských zemích scházejí pravidelně. Ve třicátých letech se skauti ze střední Evropy potkali ještě jednou a to v městě Spała v Polsku - druhé tábory slovanských skautů se konaly dohromady s obřím polským národním jamboree. Třetí tábory slovanských skautů se měly uskutečnit ještě v roce 1939 v Jugoslávii, nicméně kvůli začínajícím válečným konfliktům se to již nestihlo. Poté byla tradice setkávání skautů ze střední Evropy na šedesát let přerušena.
Obnova přišla v roce 1997, kdy se v Praze uskutečnilo středoevropské jamboree Fénix. Akce zpočátku nabraly rychlý spád, konaly se každý rok. V roce 1998 to byl slovenský Eurocor a o další rok později polský SAN. V magickém roce 2000 se jamboree už nekonalo, bylo domluveno že se akce budou konat ob rok. V roce 2001 se proto v Maďarsku uskutečnila Carpathia. Na další středoevropské jamboree jsme si pak museli počkat nikoliv dva, ale tři roky - slovenský Tatracor se konal v roce 2004. Od té doby se akce konají jednou za dva roky. Až do roku 2010 dostávala jamboree svá jména, od roku 2012 se akce konají pod jednotným názvem CEJ - Central European Jamboree.
V roce 2020 se měl CEJ konat na Slovensku - kvůli přípravě evropského skautského jamboree v Polsku byla akce zrušena a další CEJ se uskuteční až v roce 2022. Po sedmnácti letech tak došlo k přerušení tradice opakování středoevropského jamboree po dvou letech. Na základě domluvy mezi Českou republikou a Slovenskem navíc došlo k úpravě cyklu pořadatelských zemí, CEJ se v roce 2022 uskutečnil v Česku.

### Středoevropské jamboree v Česku
Od roku 1931 se středoevropské jamboree uskutečnilo v Česku hned několikrát – v roce 1931 se akce konala v Praze ve Stromovce a na Výstavišti,v roce 1997 pod názvem Fénix v Praze na Džbánu, v roce 2006 pod názvem Orbis v brněnském Mariánském údolí, v roce 2014 v Doksech u Máchova jezera. V roce 2022 se jamboree vrátilo na místo svého vzniku - uskuteční v areálu Výstaviště Praha v Praze. 
Každá z akcí byla něčím netypická. Tábory slovanských skautů navštívil v roce 1931 prezident T. G. Masaryk a ministr zahraničí Edvard Beneš. Účastnili porevolučního středoevropského jamboree Fénix v roce 1997 pochodovali Prahou.

Orbis 2006, který se uskutečnil v brněnském Mariánském údolí, překvapily po pěti dnech veder i silné deště a část účastníků musela být ke konci akce evakuovaná do bezpečí místních brněnských škol. Na akci přijelo téměř 3 tisíce účastníků z dvacítky zemí. 

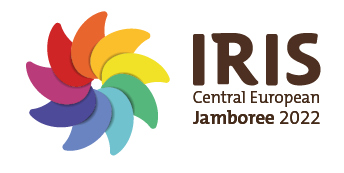
logo CEJ 2022 v Praze

V roce 2014 tisícovka skautů a skautek pod heslem "Prepared for the Future" debatovala o budoucnosti v Doksech u Máchova jezera. 
V roce 2022 se středoevropské jamboree opět vrátilo do České republiky – po 91 letech se vrátilo do areálu pražského Výstaviště. Deset dnů tady společně tábořilo více než 1 200 skautů a skautek z téměř 30 zemí. Program se kromě jiného uskutečnil také v centru Prahy, na Letné nebo poblíž Karlštejna. S přípravou akce pomáhal i pražský magistrát.

## Seznam středoevropských jamboree
| Rok  | Název akce                            | Země           | Místo                              | Datum               | Motto                      | Počet účastníků |
| ---- | ------------------------------------- | -------------- | ---------------------------------- | ------------------- | -------------------------- | --------------- |
| 1931 | Tábory slovanských skautů             | Československo | Praha                              | 28. 6. – 2. 7. 1931 |                            | 15 000          |
| 1935 | 2. Tábory slovanských skautů          | Polsko         | Spała                              | 10.–25. 7. 1935     |                            |                 |
| 1997 | Fénix                                 | Česko          | Praha                              | 21.–29. 6. 1997     |                            |                 |
| 1998 | Eurocor                               | Slovensko      | Žarnovica                          | 27. 6. – 5. 7. 1998 |                            |                 |
| 1999 | SAN                                   | Polsko         | Sanok                              | 29. 6. – 9. 7. 1999 |                            |                 |
| 2001 | Carpathia                             | Maďarsko       | Csobánka                           | 13.–22. 8. 2001     | Closer to each other       | 1 000           |
| 2004 | Tatracor                              | Slovensko      | Tatranská Lomnica                  | 16.–25. 7. 2004     | Reach the Top              | 2 000           |
| 2006 | Orbis                                 | Česko          | Brno, Mariánské údolí              | 29. 7. – 6. 8. 2006 | Many Cultures - One World  | 2 487           |
| 2008 | Silesia                               | Polsko         | Chorzów                            | 1.–10. 8. 2008      | Discover New World         | 1 400           |
| 2010 | ConCordia                             | Maďarsko       | Budapešť, Sztrilich Pál Scout Park | 2.–11. 8. 2010      | Many Hearts, One Beat      |                 |
| 2012 | 11th Central European Jamboree        | Slovensko      | Kráľova Lehota                     | 11.–18. 8. 2012     | Experience Elements        | 500             |
| 2014 | 12th Central European Jamboree        | Česko          | Doksy                              | 3.–9. 8. 2014       | Prepared for the Future    | 700             |
| 2016 | 13th Central European Jamboree        | Polsko         | Wrocław                            | 4.–14. 8. 2016      | Art of Scouting            | 1 800           |
| 2018 | 14th Central European Jamboree        | Maďarsko       | Szalki-sziget (Dunaújváros)        | 28. 7. – 4. 8. 2018 | Scouting on New Waves      | 700             |
| 2022 | 15th Central European Jamboree "Iris" | Česko          | Praha, Výstaviště Praha            | 2.–12. 8. 2022      | Palette of the World       | 1 400           |
| 2024 | 16th Central European Jamboree        | Slovensko      | Drienok - Mošovce                  | 2.–9. 8. 2024       | Beyond the Horizon         |                 |
| 2026 | 17th Central European Jamboree        | Maďarsko       | Nagykovácsi                        | 1.–8. 8. 2026       | Light up the ancient flame |                 |